# 野田正穂
野田 正穂（のた まさほ、1928年9月10日 - 2008年3月7日）は、日本の経営学者、法政大学名誉教授。
東京都生まれ。旧制浦和高等学校、東京大学経済学部卒業。1953年東京大学大学院中退、1960年法政大学大学院博士課程中退。1960年法政大学経済学部専任講師、1963年経営学部助教授、1969年より教授。1986年「日本証券市場成立史」で法政大経済学博士。法政大学経営学部教授を1999年に定年、名誉教授。鉄道研究でも知られた。
2008年3月7日、食道癌のため死去。

## 著書
- 金融のはなし 1975 新日本新書
- 日本証券市場成立史 明治期の鉄道と株式会社金融 有斐閣 1980.4

## 共編著
- 明治期鉄道史資料 全17巻補巻3 共編 日本経済評論社 1980-1981
- 大正期鉄道史資料 日本経済評論社、1983-1985
- 講座日本の金融機構 谷田庄三共編 新日本出版社 1984.2
- 明治期鉄道史資料 第2期 日本経済評論社 1987-1989
- 昭和期鉄道史資料 全42巻 日本経済評論社、1990-1992
- 目白文化村 中島明子共編 日本経済評論社 1991.5
- 現代日本の金融 破綻の構造と改革の方向 山田弘史共編 新日本出版社 1997.3
- 日本鉄道史の研究 政策・経営/金融・地域社会 老川慶喜共編 八朔社 2003.4
- 日本の鉄道 成立と展開 原田勝正,青木栄一,老川慶喜共編著 日本経済評論社 2005.4